# Velcro

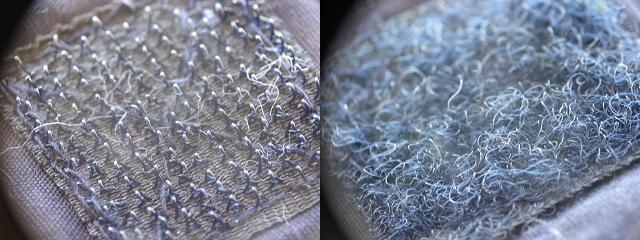
Velcro: ganchos à esquerda e voltas à direita.

As empresas Velcro produzem um mecanismo em série com base em produtos, incluindo fechamentos com fixação por sistema de gancho e argola, sob a marca de nome "Velcro".

## História

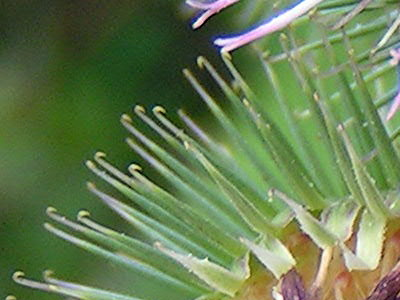
Pequenos ganchos de arctium.

O fecho patenteado original de Velcro foi inventado em 1948 pelo engenheiro e eletricista suíço Georges de Mestral, que patenteou em 1955 e, posteriormente desenvolveu sua prática de fabricação até a sua introdução comercial na década de 1950.
De Mestral desenvolveu um sistema de fixação que consiste em dois componentes: uma tira de tecido linear com minúsculos ganchos que pode "acasalar" com outra faixa de tecido com argolas menores, anexar temporariamente, até se separar. Inicialmente feito de algodão que revelou-se impraticável,futuramente, o fixador foi construído com nylon e poliéster.
De Mestral deu o nome de Velcro, uma junção das palavras em francês velours ("veludo"), e de crochet ("gancho"), para sua empresa, que continua a fabricar e comercializar o sistema de fixação.

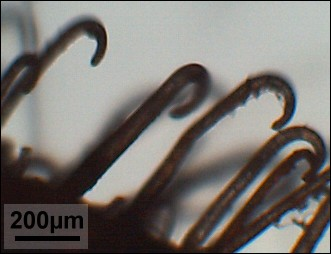
Imagem ampliada dos ganchos.

## Marcas e patentes
Em 1957, de Mestral entrou com um pedido de patente para o seu fixador de gancho-e-argola na Suíça, que lhe foi concedido em 1959. A patente original de Mestral expirou em 1978, e assim os imitadores começaram a entrar no mercado. As Empresas Velcro diversificaram sua tecnologia de gancho e argola em outras aplicações industriais e comerciais garantindo os direitos de propriedade intelectual nessa área. A empresa frequentemente usa o sistema do Tratado de cooperação de patentes (PCT) para depositos internacionais de pedidos de patentes e, a partir do final de 2010, submeteu-se 134 PCT aplicações.
Por causa de imitadores após a expiração da patente, a empresa concentrou-se na sua estratégia de marca. Para evitar o risco da marca de Velcro, tornando-se um termo genérico e perdendo assim a clareza necessária para manter a sua proteção de marca, a empresa sempre aponta que não existe produto como "Velcro", e que o termo é um nome de empresa, uma marca e, uma marca não é um termo genérico para um tipo de produto. Por meio de propagandas, literatura do produto e campanhas de marketing, a empresa informa os consumidores que nem todos fixadores de gancho e argola são produtos genuínos da marca Velcro.

## Produtos
As empresas Velcro fornecem soluções de fixação para uma ampla gama de indústrias, incluindo embalagens para bens de consumo, transporte, cuidados pessoais, militar, embalagens, construção, vestuário e agricultura.
Produtos das Empresas Velcro incluem: 
- Fixadores com adesivo para uso geral e especial
- Fitas e abraçadeiras
- Fixadores extraforte
- Adesivos e fitas para tecido
- Fixadores de gancho-e-argola tradicionais
- Tecidos de malha e produtos moldados
- Blocos de construção para crianças

## Causas
The Neeson Cripps Academy, uma escola de alto desempenho para o Fundo cambojano infantil (CCF) em Phnom Penh foi financiada pelas Empresas Velcro. Com base em Nova York- COOKFOX arquitetos projetou o edifício eco-eficiente, que está programado para a conclusão em 2017.
Em 2015, as Empresas Velcro e a embaixadora da marca Velcro e especialista em design Sabrina Soto lançou um concurso anual de reforma da sala de aula que ocorre durante a Semana de valorização do professor. O primeiro vencedor Joplin, Missouri recebeu duas salas reestilizadas.

## Na cultura popular
1968 – Sistemas de fixação da Marca Velcro foram usados em roupas, bolsas de coleta de amostras e veículos lunares trazidos da lua por Neil Armstrong e Buzz Aldrin.
1984 - David Letterman veste um terno feito de fixadores da Marca Velcro e salta de um trampolim em uma parede coberta também com o produto durante uma entrevista com o diretor de vendas industriais da empresa nos EUA. 
2016 - como um 1º de april, dia da “mentira” Lexus lança “assentos de orientação variavel no acoplamento traseiro (V-LCRO)", uma tecnologia que protege o motorista no assento com fixador da marca Velcro que permite realizar curvas mais agressivas.